# Hlíðar
Hlíðar (prononciation islandaise : [ˈl̥iːðar̥]) ou Hlíðahverfi est une division administrative de Reykjavik en Islande. 
Elle comprend six quartiers : Hlíðar proprement dite, Norðurmýri, Holt, Hlemmur, Suðurhlíðar et Öskjuhlíð.